# Abdul Rashid Al-Hasan
Abdul Rashid Al-Hasan (Gojra, 14 april 1959) is een hockeyer uit Pakistan. 
Al-Hasan won met de Pakistaanse ploeg de gouden medaille tijdens de Olympische Spelen 1984 in het Amerikaanse Los Angeles. Al-Hasan speelde mee in alle zeven de wedstrijden.

## Erelijst
- 1984 –  Olympische Spelen in Los Angeles